# Cais do Palácio
O Cais do Palácio (em russo: Дворцовая набережная), é uma via paralela ao rio Neva, no centro da cidade de São Petersburgo, na qual está situada o famoso museu do Hermitage, antigo prédio do Palácio de Inverno.
No século XIX, a via foi escolhida como lar pela realeza russa. Na literatura russa, o escritor Alexandre Pushkin faz uma citação ao Cais do Palácio, onde caminharia às margens do rio com o personagem de seu livro Eugênio Oneguin.
Junto com o Cais Inglês, Cais do Almirante, Cais de Kutuzov e Cais de Robespierre, o Cais do Palácio é o terceiro e mais central dos trechos que formam a longa via marginal do Neva.

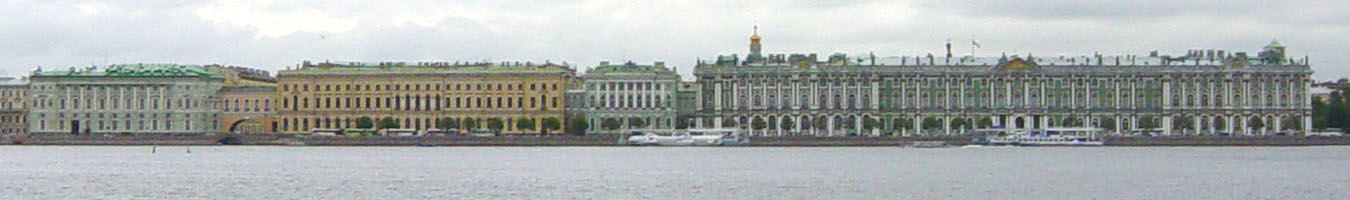
O Cais do Palácio, às margens do Neva.